# Elisabeth (Sponheim-Kreuznach)
Elisabeth von Sponheim und Vianden, Herzogin von Bayern (* 1365, vermutlich am 4. September; † 31. Juli 1417) war die letzte Gräfin der vorderen Grafschaft Sponheim und Gräfin von Vianden.
Ihre Eltern waren Simon III. Graf von Sponheim und Maria von Vianden. Elisabeth heiratete am 5. April 1381 Engelbert III. von der Mark, die Ehe blieb kinderlos. Engelbert starb bereits 1392. Bei der Heirat verzichtete Elisabeth auf ihr Erbrecht an den Grafschaften Sponheim und Vianden. Durch den Tod ihres Bruders wurde sie zur einzigen Erbin. Die Witwe heiratete Ruprecht Pipan, Sohn von Pfalzgraf Ruprecht III. Ruprecht Pipan starb bereits 1397 kinderlos. Der Schwiegervater wurde 1400 zum deutschen König gewählt. Elisabeth lebte am Hof des Schwiegervaters in Heidelberg bis zum Tod ihres Vaters 1414. Zu diesem Zeitpunkt trat sie das Erbe in der vorderen Grafschaft Sponheim an und regierte diese bis zu ihrem Tod. 1416 überschrieb sie aus Dankbarkeit gegenüber der pfalzgräflichen Familie ihrem Schwager Kurfürst Ludwig III. ein Fünftel der vorderen Grafschaft (Burg und Stadt Kreuznach, Burg und Siedlung Ebernburg und Gutenburg, Burg Argenschwang und Naumburg, Burg und Siedlung Koppenstein, Burg und Stadt Gemünden und Stadt Kirchberg).
Elisabeth von Sponheim starb Anno d(omi)ni m cccc xvii in vigilia ad vincula Petri (31. Juli 1417) und wurde in der Kreuznacher Stadtpfarrkirche beigesetzt. Die verbliebenen vier Fünftel der vorderen Grafschaft fielen an Johann V. von Sponheim-Starkenburg. Die Grafschaft Vianden fiel an Engelbert I. von Nassau, dessen Großmutter väterlicherseits die Schwester des letzten Grafen von Vianden war.
Ein teilweise aus Bronze gefertigtes Grabdenkmal befand sich im Chor der Pauluskirche; es wurde 1717 vernichtet.